# (35091) 1990 WC2
(35091) 1990 WC2 es un asteroide perteneciente al cinturón de asteroides descubierto el 18 de noviembre de 1990 por Eric Walter Elst desde el Observatorio de La Silla, Chile.

## Designación y nombre
Designado provisionalmente como 1990 WC2.

## Características orbitales
1990 WC2 está situado a una distancia media del Sol de 2,988 ua, pudiendo alejarse hasta 3,208 ua y acercarse hasta 2,768 ua. Su excentricidad es 0,073 y la inclinación orbital 10,68 grados. Emplea 1886,95 días en completar una órbita alrededor del Sol.

## Características físicas
La magnitud absoluta de 1990 WC2 es 14,5. Tiene 5,268 km de diámetro y su albedo se estima en 0,092. 